# Subte - Polska
Subte - Polska es una película de drama argentina de 2016. Está escrita y dirigida por Alejandro Magnone. La película está protagonizada por Lidia Catalano, Héctor Bidonde, Miguel Ángel Solá, Alan Daicz, Manuel Callau y Marcelo Xicarts.

## Sinopsis
Tadeusz, un inmigrante polaco judío de 90 años, exbrigadista internacional durante la Guerra Civil Española y aficionado al ajedrez, confunde sus recuerdos con el presente. Es imposible separar a la Argentina de sus orígenes inmigratorios. Tadeusz ha vivido toda una vida en Buenos Aires, pero ahora ese pasado vuelve, se entremezcla con el presente como una ensoñación. El hombre ayudó a construir el subte, allá por los años cuarenta y que hoy vuelve a él como a un primer amor.
- Datos: Q23898987